# ريتشارد شامبرز
ريتشارد شامبرز (بالإنجليزية: Richard Chambers)‏ هو مجدف بريطاني، ولد في 10 يونيو 1985 في بلفاست في المملكة المتحدة.

## وصلات خارجية
- ريتشارد شامبرز على موقع الاتحاد الدولي للتجديف (الإنجليزية)
- ريتشارد شامبرز على موقع اللجنة الأولمبية الدولية (الإنجليزية)
- ريتشارد شامبرز على موقع أوليمبيديا (الإنجليزية)
- ريتشارد شامبرز على موقع اللجنة الأولمبية البريطانية (الإنجليزية)